# 후지와라 세이카

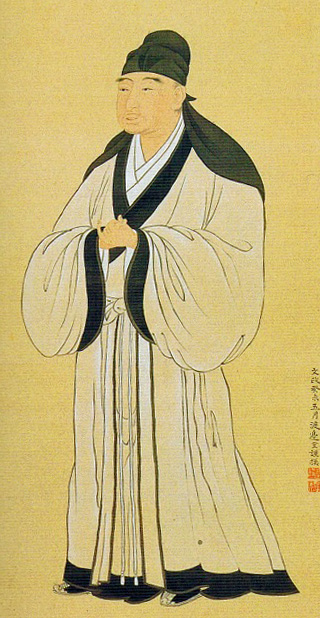
후지와라 세이카

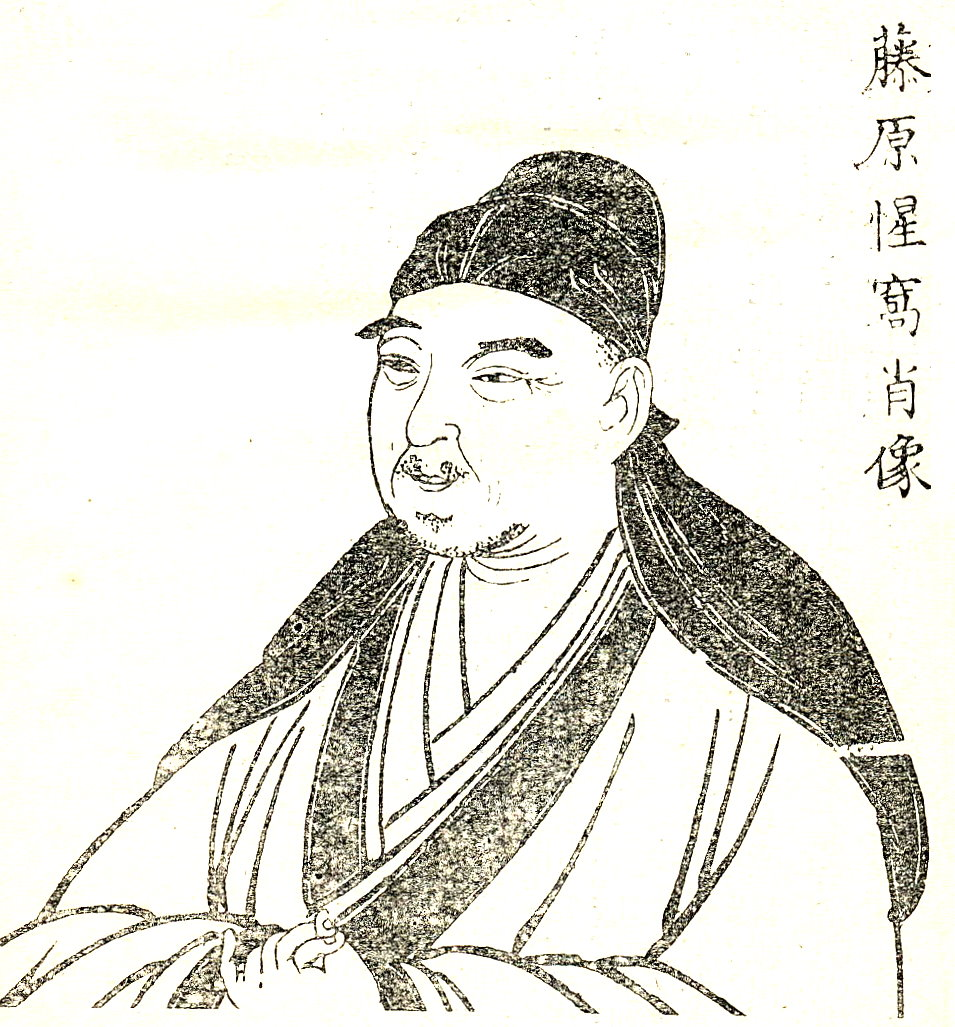
『先哲像伝』에 실린 후지와라 세이카 초상

후지와라 세이카(藤原惺窩, 1561년 ~ 1619년)는 센고쿠 시대 말기에서 에도 시대 초기의 성리학자이다. 이름은 슈쿠(肅). 자는 렌부(斂夫)이다. 가명(家名)인 레이제이(冷泉) 대신 중국식으로 본성(本姓)인 후지와라(藤原)와 그것을 줄인 글자인 도(籐)를 공식 이름에 사용하였다. 승려로 있을 때에는 순수좌(舜首座)라고 불렸다.

## 생애
에이로쿠 4년(1561년), 구게 레이제이 다메즈미(冷泉爲純)의 셋째 아들로서 시타레이제이가(下冷泉家) 소유의 영지였던 하리마국 미키군(三木郡, 지금의 미노군(美嚢郡)) 호소카와 장원(細川庄, 지금의 효고현 미키시)에서 태어났다.
장남은 아니었던 그는 일찍 교토로 가서 상국사(相國寺)에 들어가 선승(禪僧)이 되어 주자학을 공부하였다. 유학을 배우러 사쓰마국에서 명에 건너가려고 시도했지만 갑자기 병을 얻는 바람에 실패로 끝나고, 그 뒤 조선의 유학자 강항과의 교류를 통해, 그때까지 교토의 산승들 사이에서 교양의 일부이기도 했던 유학을 체계화하여 경학파(京學派)로서 확립한다. 그의 학풍은 주자학을 기조로 하면서도 양명학도 수용하는 등 포용 분야가 넓은 것이 특징이다.
후지와라 세이카는 근세 일본 유학의 시조로 여겨지고 있으며, 문하의 제자 가운데서도 특히 하야시 라잔 · 나와 갓쇼(那波活所) · 마쓰나가 세키고(松永尺五) · 호리 교안(堀杏庵) 등의 네 사람이 특히 뛰어났고 이들을 가리켜 세이분 사천왕(惺門四天王)이라 칭할 정도였다. 와카나 일본의 고전에도 능통하여 그 시대의 가인(歌人) 기노시타 조쇼시(木下長嘯子)와도 교분이 있었다고 전해진다. 도요토미 히데요시 · 도쿠가와 이에야스에게도 인정받아 그들에게 유학을 강의하기도 하고, 이에야스로부터 관직 출사를 요청받지만 사퇴하고 대신 제자 라잔을 추천하였다. 주요 저서로 『촌철록』(寸鉄録), 『지요모토구사』(千代もと草), 『문장달덕강령』(文章達徳綱領)이 있다.
또한, 그의 본가인 시타레이제이케가 하리마에서 센고쿠 다이묘 벳쇼씨의 공격으로 멸망하자 아우 다메마사(爲將)를 새로운 당주로 옹립하여 시타레이제이케의 재흥에 힘썼다. 자신은 시타레이제이케의 당주의 자리에 있지 않았지만, 아들인 다메카게(爲景)는 이후 시타레이제이케의 당주가 되었다.
겐나 5년(1619년)에 사망한다. 향년 59세였다.

## 인물
강항의 《간양록》에는 후지와라 세이카에 대해 "두뇌가 총명하여 고문(古文)을 익히 다룰 줄 아는 사람으로 어느 책이나 모르는 것이 없고 성품은 아주 꿋꿋해서 그들 측에서 그리 달갑게 여기지 않는 사람"이라고 평하고 있다.

## 문하 제자
- 하야시 라잔(林羅山)
- 나바 갓쇼(那波活所)
- 마쓰나가 샤쿠고/세키고(松永尺五)
- 호리 규안(堀杏庵)
- 이시카와 조잔(石川丈山)
- 가타야마 료안(片山良庵)
- 스미노쿠라 소안(角倉素庵)
- 도다 다메하루(戸田為春)